# Kryštof
Kryštof ist ein Vorname und Familienname. Der Name ist die tschechische Variante des Namens Christoph.

## Namenstag
Namenstag ist in Tschechien der 18. September. Der Namenstag für Christoph ist sonst der 24. Juli (Europa) oder der 25. Juli.

## Namensträger

### Vorname
- Kryštof Hádek (* 1982), tschechischer Schauspieler
- Kryštof Krýzl (* 1986), tschechischer Skirennläufer

### Familienname
- Martin Kryštof (* 1982), tschechischer Volleyballspieler